# Beatrice Chase
Beatrice Chase (* 5. Juli 1874 in Harrow; † 3. Juli 1955) ist der Künstlername einer britischen Schriftstellerin, die in Großbritannien in der ersten Hälfte des 20. Jahrhunderts für ihre Romane bekannt wurde, deren Schauplätze sich im Raum Dartmoor befinden. Ihr bürgerlicher Name war Olive Katharine Parr und sie nahm für sich in Anspruch, eine direkte Nachkommin von William Parr zu sein. Dieser war der Bruder von Catherine Parr, der sechsten Ehefrau von König Heinrich VIII.
Sie wurde 1874 in Harrow in der Grafschaft Middlesex geboren, verbrachte aber den Großteil ihres Lebens in einem Cottage am Ortsrand von Widecombe-in-the-Moor in der Grafschaft Devon. Dort schrieb sie viele Romane wie „The Heart of the Moor“, „The Ghost of the Moor“ und den Roman mit dem passenden Titel „Through the Dartmoor Window“.
Ihre Leidenschaft für Dartmoor ist in ihrem schriftstellerischen Wirken offensichtlich, und sie führte oft Kampagnen zum Schutz der Landschaft vor modernen Entwicklungen durch, wie beispielsweise die Nutzung durch die Britische Armee. In der Tat wurde Beatrice Chase oft als „The Lady of the Moor“ genannt in Anlehnung an einen Roman von John Oxenham, in dem diese eine Heldin ist. Das Buch hieß „My Lady of the Moor“ und Chase eignete sich den Titel einfach an.
Sie verstarb 1955 im Alter von 81 Jahren und wurde auf dem Friedhof von Widecombe beigesetzt. Das schmale Granitkreuz an ihrem Grab ist mit Beatrice Chase auf der einen, und Olive Katharine Parr auf der anderen Seite beschriftet.